# Wendela Gustafva Sparre
Wendela Gustafva Sparre af Rossvik, född 14 december 1772, död 7 maj 1855 i Stockholm, var en svensk brodör och ledamot i kungliga konstakademien. Hon skötte en tid Hargs järnbruk i Uppland.

## Biografi
Hon var dotter till kaptenen Gabriel Sparre af Rossvik, kapten vid Prins Fredrik Adolfs regemente, och Maria Vendela Ulfsparre af Broxvik. Hon var syster till greve Bengt Erland Sparre. Hon gifte sig 1801 med överhovjägmästaren Axel Oxenstierna af Eka och Lindö. Efter sitt giftermål tillbringade hon sitt liv på makens Hargs järnbruk i Uppland, där hon vårdade parets sjukliga son och efter 1816, som änka, skötte bruket tills sonen blev myndig.
Hon blev känd för sina väl utförda arbeten i silkessömnad. Vid en utställning på Konstakademien 1797 visade hon upp Ett Sydt landskaps stycke som rönte en mycket stor uppskattning. Hon antogs till ledamot i akademien "Då Broderiet visade särdeles färdighet e allenast i denna slags söm, utan ock i Teckning, blef hon äfen på Herr Présidis anmälan med lika samhällelighet, till Ordinarie Ledamot antagen", enligt akademiens handlingar. Efter hennes giftermål omkategoriserades hon till hedersledamot.
Sparre är representerad i Konstakademiens samlingar med silkessömnaden Flodlandskap från 1796.